# آرثر شاربونو
آرثر شاربونو هو سياسي كندي، ولد في 20 أغسطس 1939 في ريجاينا في كندا. نشط حزبياً في الحزب الديمقراطي الجديد في كولومبيا البريطانية ‏.